# Hennezel
Hennezel település Franciaországban, Vosges megyében. Lakosainak száma 387 fő (2022. január 1.). Hennezel Ambiévillers, Vioménil, Passavant-la-Rochère, Attigny, Belrupt, Claudon, Darney, Grandrupt-de-Bains, Gruey-lès-Surance és La Haye községekkel határos.

## Népesség
A település népességének változása:
| Lakosok száma | 413  | 408  | 415  | 402  | 398  | 393  | 389  | 387  | 387  |
|               | 2013 | 2015 | 2016 | 2017 | 2018 | 2019 | 2020 | 2021 | 2022 |